# Vliegveiligheid

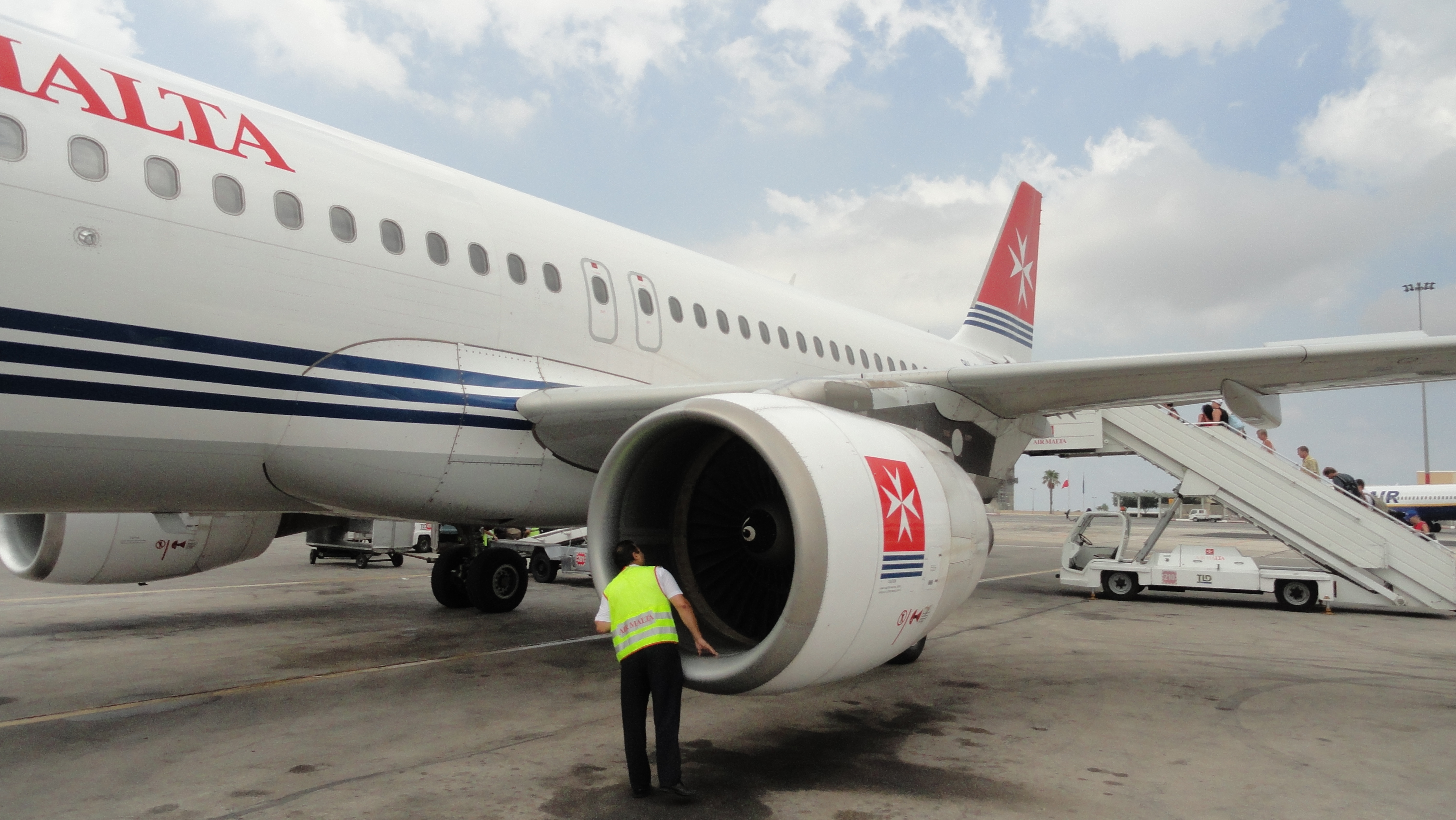
Een bemanningslid controleert de Airbus A320 voor de vlucht, dit noemt men de "walk-around".

Vliegveiligheid is een term die betrekking heeft op de theorie over, het onderzoek naar en de categorisatie van vliegrampen, en op de preventie van zulke rampen in de toekomst door regulatie, opleiding en training. Daarnaast kan het ook worden gebruikt in de context van campagnes die de veiligheid van het vliegen onder de aandacht brengen.

## Navigatiehulpmiddelen en instrumentele vluchten
Een van de eerste navigatiehulpmiddelen die in gebruik werden genomen was verlichting van het vliegveld om het landen in slecht weer of in het donker makkelijker te maken. De precision approach path indicator (PAPI) werd hieruit ontwikkeld in de jaren 30, zodat piloten een goede indicatie krijgen van hun dalingslijn. Dit systeem werd later wereldwijd in gebruik genomen dankzij de standaarden van de International Civil Aviation Organization (ICAO), de internationale organisatie van de burgerluchtvaart.
In 1929 ontwikkelde Jimmy Doolittle het vliegen op instrumenten, ook wel "blindvliegen" genoemd.
Vanaf de jaren 20 werd er geëxperimenteerd met navigatiehulpmiddelen op basis van radiocommunicatie. In combinatie met de instrumenten in de cockpit werd dit toegepast in het instrument landing system (ILS), dat voor het eerst werd gebruikt in Pittsburgh, Pennsylvania in 1938, om een vliegtuig te laten landen in een sneeuwstorm. Sinds 1949 werd een vorm van ILS wereldwijd ingevoerd door het ICAO.
Na de ontwikkeling van de radar tijdens de Tweede Wereldoorlog, werd dit ook gebruikt als navigatiehulpmiddel in de vorm van ground controlled approach-systemen (GCA-systemen) en later vanaf 1948 ook met distance measuring equipment (DME) en vanaf de jaren 50 met de airport surveillance radar. Als bakens voor de radionavigatie werden non-directional beacons (NDBs) en  VHF omnidirectional range stations (VORs) gebruikt.
De navigatiehulpmiddelen op de grond worden in toenemende mate vervangen door satellieten, zoals Global Positioning System (GPS), waarmee piloten hun precieze locatie over de hele wereld kunnen bepalen. Sinds de komst van Wide Area Augmentation System (WAAS) is satellietnavigatie preciezer geworden voor zowel de verticale (hoogte) en horizontale positie van het vliegtuig en wordt steeds vaker gebruikt. De grondsystemen zijn nodig voor back-up.

## Veiligheidrisico's

### Vreemde voorwerpen
Resten van vreemde voorwerpen kunnen schade toebrengen aan de motoren en andere delen van het vliegtuig. Hieronder vallen onder andere voorwerpen die worden achtergelaten na reparaties, puin op de startbaan of harde voorwerpen waar het vliegtuig tijdens de vlucht mee in contact komt (zoals hagel en stof). Air France-vlucht 4590 stortte neer nadat een stuk dat van een ander vliegtuig was gevallen tegen de brandstoftank kwam. Hierdoor werd de Concorde uit de vloot gehaald.

### Misleidende informatie en gebrek aan informatie
Een piloot kan zijn oriëntatie verliezen, of een andere fout maken, als hij de verkeerde informatie krijgt van zijn instrumenten of systemen (zowel in de cockpit als op de grond).

### Bliksem
Onderzoek van Boeing laat zien dat passagiersvliegtuigen gemiddeld twee keer per jaar worden getroffen door bliksem; meestal weerstaan ze blikseminslagen zonder schade te lijden.
De gevaren van zwaardere positieve bliksem waren niet bekend tot er daardoor in 1990 een zweefvliegtuig werd verwoest. Er werd daarna ook gespeculeerd dat Pan Am-vlucht 214 in 1963 ook dankzij een blikseminslag is neergestort. In die tijd waren vliegtuigen nog niet ontworpen om zulke inslagen te weerstaan, omdat nog niet bekend was dat zulk soort bliksem bestond. De effecten van een typische blikseminslag op met metaal bedekte vliegtuigen zijn bekend en ernstige schade is zeer zeldzaam. Tijdens een testvlucht werd een Boeing 787 geraakt door bliksem, maar het vliegtuig leed geen schade.

### IJs en sneeuw
IJs en sneeuw kunnen een rol spelen in ongelukken. In 2005 gleed een toestel van Southwest Airlines van de baan af terwijl het probeerde te landen in een sneeuwstorm. Daarbij kwam een kind om.
Zelfs kleine hoeveelheden ijs of ruige rijp kunnen ervoor zorgen dat een vleugel zijn liftkracht verliest. Om deze reden moeten vliegtuig altijd ijsvrij worden gemaakt alvorens ze opstijgen. Air Florida-vlucht 90 stortte in 1982 tijdens het opstijgen neer dankzij de aanwezigheid van ijs/sneeuw op de vleugel.
Een ophoping van ijs tijdens de vlucht kan ook catastrofaal zijn, zoals gebeurde bij de crash van American Eagle-vlucht 4184 in 1994. Rechte vleugels zijn kwetsbaarder dan gebogen vleugels, zoals de standaard zijn bij moderne straalvliegtuigen. De vleugels, motoren en staart van moderne passagiersvliegtuigen zijn zo ontworpen dat ijs zich niet makkelijk kan vormen en ze zijn uitgerust met anti-ijs-systemen.
Het weer over de hele route van een vlucht wordt in de gaten gehouden, zodat piloten zeer slechte condities kunnen vermijden.

### Motoruitval
Een motor kan uitvallen vanwege brandstoftekort (bijvoorbeeld British Airways-vlucht 38 in 2008), schade door een vreemd voorwerp (bijvoorbeeld US Airways-vlucht 1549 in 2009), mechanische problemen dankzij metaalmoeheid (zoals bij de Bijlmerramp in 1992, en British Midland-vlucht 92 in 1989), mechanische problemen dankzij slecht onderhoud (bijv. American Airlines-vlucht 191 in 1979), mechanische problemen dankzij een productiefout in de motor (bijvoorbeeld United Airlines-vlucht 232 in 1989) of door een fout van de piloot.
Bij vliegtuigen met meerdere motoren, wordt er in het geval van motoruitval bij slechts één motor uit voorzorg een noodlanding gemaakt. Als daarna nog een motor uitvalt, als er schade is aan andere systemen of als er geen noodlanding kan worden gemaakt kan het vliegtuig alsnog neerstorten.

### Gebreken in het chassis
Een van de oorzaken van een verzwakking van de constructie van een vliegtuig ligt in metaalmoeheid, zoals bij Aloha Airlines-vlucht 243 (1988). Dit probleem is steeds beter bekend bij de producenten en gebruikers, waardoor er strengere inspectie en meer testprocedures worden toegepast.
In sommige gevallen kunnen de verschillende lagen van het chassis door cyclische belasting van elkaar loskomen en kracht verliezen. Dit is niet te zien aan de buitenkant, maar er worden tegenwoordig instrumentele methoden gebruikt om dit soort gebreken op te sporen.

### Overtrek
Overtrek ontstaat als de invalshoek van de vleugel tot een punt wordt gebracht waar de vleugel geen liftkracht meer kan maken. Dit is zeer gevaarlijk en resulteert in een crash als de piloot het probleem niet tijdig oplost.
Piloten krijgen verschillende waarschuwingen als hun snelheid te sterk afneemt en de kans op overtrek toeneemt. Hieronder vallen alarmsignalen (die standaard zijn uitgerust op vrijwel alle vliegtuigen) en stick shakers. De meeste overtrekken worden veroorzaakt doordat piloten hun snelheid te veel laten afnemen voor het gewicht en de configuratie van het toestel. De minimumsnelheid voordat overtrek ontstaat neemt toe bij ijsvorming.
Een aantal ongelukken dat is veroorzaakt door overtrek:
- Arrow Air-vlucht 1285 (1985)
- Turkish Airlines-vlucht 1951 (2009)
- Continental Airlines-vlucht 3407 (2009)
- Air France-vlucht 447 (2009)

### Vuur
Er zijn veiligheidsvoorschriften voor automatische brandveiligheidssystemen aan boord van passagiersvliegtuigen. Hieronder vallen verplichte tests tijdens de ontwikkeling van een nieuw type toestel. Bij deze tests worden onder andere de ontvlambaarheid van de materialen en de giftigheid van de rook onderzocht.
Vuur en de daardoor ontstane giftige rookdampen hebben ten grondslag gelegen aan vliegrampen. Een elektrische brand aan boord van Air Canada-vlucht 797, waarbij 23 van de 46 inzittenden omkwamen, leidde tot de verplichtstelling van vloerverlichting om evacuatie in dikke rook makkelijker te maken. In 1985 vloog een vliegtuig op de startbaan in brand, waarbij 55 mensen hun leven verloren, waarvan 48 door de giftige rook die vrijkwam. Tot die tijd was er nog niet veel onderzoek gedaan naar brand en rookvorming in vliegtuigen. Als gevolg van deze ramp werd de stoelindeling bij de nooduitgangen aangepast om evacuatie te bevorderen.
In 1987 stortte Suid-Afrikaanse Lugdiens-vlucht 295 neer in de Indische Oceaan nadat er brand was ontstaan in de vrachtruimte. Sindsdien zijn de vrachtruimtes uitgerust met halomethaan-blussystemen.
Een van de oorzaken van brand in vliegtuigen is problemen met de bedrading; soms breekt de isolatie en komen de snoeren in contact, soms lekt er water op de snoeren, of is er kortsluiting. Deze problemen zijn lastig vast te stellen als het vliegtuig op de grond staat. Er zijn echter nieuwe methodes waardoor het detecteren van dit soort problemen steeds makkelijker zien.

### Vogelaanvaring
Vogelaanvaring is een term die in de luchtvaart wordt gebruikt voor een aanvaring, of botsing, tussen een vogel en een vliegtuig. Er zijn fatale ongelukken gebeurd als gevolg van vogelaanvaring.
Moderne straalmotoren zijn in staat om een vogelaanvaring te weerstaan. Kleinere, snellere vliegtuigen lopen een groter risico dan de grote vliegtuigen met meerdere motoren. De schroeven van turbofanmotoren, gebruikelijk bij passagiersvliegtuigen, werken als een centrifuge waardoor de ingeslikte materialen (zoals vogels) naar de buitenkant worden gedrukt. Hierdoor gaan deze materialen niet door de kern van de motor, waardoor de meest gevoelige onderdelen niet beschadigd raken.
Het grootste risico voor een vogelaanvaring is tijdens het opstijgen of landen en op lage hoogte in de buurt van vliegvelden. Sommige luchthavens gebruiken bestrijdingsmiddelen, zoals vogelverschrikkers of valkeniers.

### Schade op de grond
Verschillende grondafhandelingswagens en -apparatuur komen vaak dicht bij de romp en vleugels van een vliegtuig en daarbij wordt soms schade veroorzaakt, zoals krassen in de verf of kleine deukjes. Aangezien kleine schade soms tot grote problemen kan leiden, wordt de buitenkant van het vliegtuig altijd geïnspecteerd.
Een voorbeeld was een ongeluk in 2005 waarbij een vliegtuig van Alaska Airlines de cabinedruk verloor. Aan de grond had een bagagemedewerker de zijkant van het vliegtuig geraakt, waardoor de metalen romp werd beschadigd. De schade werd niet gemeld en het vliegtuig steeg op. Op een hoogte van bijna 8 kilometer scheurde het beschadigde deel door het verschil in druk tussen de cabine en de buitenlucht. Hierdoor ontstond er explosieve decompressie en moest het vliegtuig een noodlanding maken. Na de landing werd een gat van 30 cm in de romp van het vliegtuig gevonden.

### Vulkanische as
Pluimen van vulkanische as in de buurt van actieve vulkanen kunnen propellers, motors en cockpitramen beschadigen. In 1982 vloog British Airways-vlucht 9 door een aswolk en daardoor vielen alle vier de motoren tijdelijk uit.
Tot 2010 werd het luchtruim in de buurt van een actieve vulkaan gesloten als de asconcentratie toenam boven nul. Zo werden verschillende luchthavens in Europa in 2010 gesloten na de uitbarsting van de Eyjafjallajökull in IJsland.

### Menselijke factoren
Menselijke factoren, waaronder fouten van de piloot, zijn een potentieel gevaar en zijn de grootste veroorzakers van vliegrampen. In 1937 werd de checklist voor piloten ingevoerd om veel gemaakte fouten te voorkomen.
Fouten van de piloten en slechte communicatie spelen vaak een rol in botsingen. Dit kan zowel in de lucht (Pacific Southwest Airlines-vlucht 182, 1978) (zie ook TCAS) als op de grond (Vliegtuigramp van Tenerife, 1977) gebeuren.
Controlled flight into terrain (CFIT) en fouten tijdens het opstijgen en landen komen vaak doordat piloten hun instrumenten niet goed overzien.
In zeer zeldzame gevallen worden piloten gearresteerd of gestraft omdat ze onder invloed waren terwijl ze aan het werk waren. In 1990 werden drie bemanningsleden van Northwest Airlines naar de gevangenis gestuurd omdat ze dronken waren terwijl ze een vliegtuig bestuurden. In 2001 ontsloeg dezelfde maatschappij een piloot die voor een blaastest zakte. In 1961 stortte een vliegtuig neer in Finland omdat de piloten dronken waren.
Naast fouten door piloten, worden soms ook fouten gemaakt door grondwerkers. In 1974 stortte een vliegtuig van Turkish Airlines neer omdat een vrachtdeur niet goed was dichtgedaan. Na slechte reparaties aan een vliegtuig van Japan Airlines werd het kielvlak tijdens de vlucht verwoest, waardoor alle hydraulische systemen kapotgingen en het toestel neerstortte.

### Problemen op de startbaan
Er zijn verschillende soorten problemen die kunnen voorkomen op de startbaan:
- Een vliegtuig kan van de baan raken.
- Een vliegtuig kan de baan overschieten, oftewel: niet op tijd stoppen voor het einde van de baan (zoals Air France-vlucht 358).
- Een vliegtuig kan botsen met een voertuig, persoon, of een ander vliegtuig dat niet op de baan zou moeten staan.
- Een vliegtuig kan de verkeerde baan kiezen om te landen of vanaf op te stijgen (in 2010 steeg er bijvoorbeeld een KLM-toestel op vanaf een taxibaan op Schiphol).

### Terrorisme
De bemanning wordt normaal gesproken opgeleid om om te gaan met kapingen. Sinds de aanslagen op 11 september 2001 zijn veel regelingen strenger gemaakt om terrorisme tegen te gaan.

### Bewuste actie van bemanning
Hoewel piloten voor hun opleiding worden gescreend om te kijken of ze potentieel psychologische problemen zouden kunnen ontwikkelen, komt het incidenteel voor dat een bemanningslid bewust een vliegtuig laat verongelukken. De eerste officier van Germanwings-vlucht 9525 pleegde zelfmoord door het vliegtuig te laten neerstorten circa 100 km ten noordwesten van Nice (Frankrijk). Dit soort gevallen zijn echter zeldzaam.

### Militaire acties
In enkele gevallen zijn burgervliegtuigen aangevallen door het leger, zoals:
- In 1973 werd een vlucht van Lybian Arab Airlines neergeschoten door het Israëlische leger.
- In 1983 werd Korean Air-vlucht 007 neergeschoten door de Sovjet-Unie.
- In 1988 werd Iran Air-vlucht 655 neergeschoten door de Verenigde Staten.
- In 2001 werd een toestel van Siberia Airlines tijdens een training van het Oekraïense leger per ongeluk neergeschoten.
- In 2014 werd Malaysian Air-vlucht 17 tijdens een conflict tussen Oekraïne en Rusland door een Russische luchtdoelraket neergeschoten.

## Ongelukken en incidenten

### Statistieken
De veiligheid van vervoersmiddelen wordt op drie manieren gemeten, deze statistieken die bij deze manieren horen, worden in de tabel hieronder weergegeven.
| Sterfgevallen per miljard reizen | Sterfgevallen per miljard uur | Sterfgevallen per miljard kilometer |
| -------------------------------- | ----------------------------- | ----------------------------------- |
| Bus: 4,3                         | Bus: 11,1                     | Luchtvaart: 0,05                    |
| Trein: 20                        | Trein: 30                     | Bus: 0,4                            |
| Bestelwagen: 20                  | Luchtvaart: 30,8              | Trein: 0,6                          |
| Auto: 40                         | Scheepvaart: 50               | Bestelwagen: 1,2                    |
| Lopend: 40                       | Bestelwagen: 60               | Scheepvaart: 2,6                    |
| Scheepvaart: 90                  | Auto: 130                     | Auto: 3,1                           |
| Luchtvaart: 117                  | Lopend: 220                   | Fiets: 44,6                         |
| Fiets: 170                       | Fiets: 550                    | Lopend: 54,2                        |
| Motorfiets: 1.640                | Motorfiets: 4.840             | Motorfiets: 108,9                   |

Het aantal sterfgevallen neemt sinds het midden van de jaren 90 geleidelijk af, terwijl het aantal vluchturen sinds de jaren 50 toeneemt. Dit wil zeggen dat vliegen steeds veiliger wordt.

Aantal sterfgevallen door vliegrampen (vliegtuigen met 14+ passagiers) per jaar. De rode lijn geeft het gemiddelde weer, genomen over 5 jaar.